# Martovske ide
Martovske ide (latinski: Idus Martii) je u rimskom kalendaru bio naziv za 15. mart. Na taj dan se u Rimu održavala svečanost u čast boga Marsa i održavala vojna parada. Osim u martu, izraz ide se koristio i za 15. dan meseca maja, jula i oktobra, odnosno 13. dan u svim ostalim mesecima.
Izraz martovske ide se očuvao i nakon rimskog doba, odnosno dobio novo značenje zato što upravo na taj datum - 15. marta 44. p.n.e. - izvršen je atentat na Julija Cezara. Prema Plutarhu je pre samog atentata Cezar od vidovnjaka bio upozoren da mu preti opasnost na Martovske ide, ali je to upozorenje zanemario. Na putu za Pompejev teatar je istog vidovnjaka sreo i podozrivo rekao kako su "Martovske ide došle", na šta mu je vidovnjak odgovorio "Da, ali još nisu prošle" . Ubrzo potom je Cezar ubijen. Susret je dramatizovao Vilijam Šekspir u svojoj drami Julije Cezar, odakle potiče i izreka "Čuvaj se Martovskih ida".
Otada Martovske ide služe kao izraz kojim se opisuje neka opasnost ili nevolja koja preti, a koja će se dogoditi u tačno određenom vremenu.